# Пасіч Геннадій Анатолійович
Геннадій Анатолійович Пасіч (нар. 13 липня 1993, Дніпродзержинськ (нині Кам'янське), Дніпропетровська область, Україна) — український футболіст, лівий півзахисник черкаського ЛНЗ.

## Біографія
Геннаій Пасіч народився 13 липня 1993 року в місті Дніпродзержинську (нині Кам'янське). У ДЮФЛУ захищав кольори дніпродзержинського «Енергоюніора» (2006) та дніпропетровського «Інтера» (2006—2010).
У 2011 році підписав свій перший професійний контракт, з дніпропетровським «Дніпром», але в складі головної команди дніпрян не зіграв жодного матчу. В сезоні 2010/11 років виступав у друголіговому фарм-клубі дніпропетровців, «Дніпрі-2». У складі другої команди дніпропетровців дебютував 1 серпня 2010 року в програному виїзному матчі (1:2) 2-го туру групи Б другої ліги чемпіонату України проти ФК «Полтави». Пасіч вийшов на поле на 41-й хвилині, замінивши Ігора Блинова. Дебютним у професійній кар'єрі голом відзначився 7 травня 2011 року в домашньому матчі 18-го туру групи Б другої ліги проти донецького «Шахтаря-3». У тому поєдинку дніпропетровці поступилися третій команді гірників з рахунком 2:3. Геннадій вийшов у тому матчі в стартовому складі та відіграв увесь поєдинок, а на 65-й хвилині відзначився голом. Загалом у футболці «Дніпра-2» провів 18 матчів та відзначився 1 голом. У складі юніорської та молодіжної команд «Дніпра» зіграв 61 матч та відзначився 4-ма голами.
У січні 2014 року на правах оренди перейшов до «Нафтовика-Укрнафти». По завершенні сезону підписав повноцінний контракт з охтирською командою. В складі «Нафтовика» дебютував 26 липня 2014 року в програному виїзному матчі (0:2) 1-го туру Першої ліги чемпіонату України проти харківського «Геліоса». Г. Пасіч вийшов у стартовому складі команди та відіграв увесь поєдинок. Дебютним голом у футболці охтирської команди відзначився у домашньому матчі 1-го туру першої ліги чемпіонату України проти кіровоградської «Зірки». У тому поєдинку «Нафтовик» здобув перемогу з рахунком 2:0. Геннадій вийшов у стартовому складі, на 32-й хвилині відзначився голом, а на 71-й хвилині його замінив Іван Сондей. Всього у футболці охтирської команди в чемпіонатах України зіграв 78 матчів та відзначився 11 голами.
Улітку 2017 року разом із братом перейшов до складу новачка Прем'єр-ліги рівненського «Вереса», у складі якого дебютував у українському елітному дивізіоні. На початку наступного року перейшов разом із братом в інший клуб Прем'єр-ліги, «Олімпік». За донеччан відіграв 40 матчів та забив 5 м'ячів у найвищому дивізіоні країни. У лютому 2020 року підписав контракт до кінця сезону із львівськими Карпатами. 
В серпні 2020 року перейшов до лав рівненського «Вереса», за який виступав у 2017-му. За три наступні сезони провів за рівнян 67 матчів та забив 11 м'ячів.
В кінці червня 2023 року став гравцем черкаського ЛНЗ. Угода розрахована на 2 роки з опцією пролонгації на 1 рік.
| Команда             | Сезон                        | Турнір                       | І  | Г  |
| ------------------- | ---------------------------- | ---------------------------- | -- | -- |
| «Дніпро-2»          | 2010-11                      | Друга ліга                   | 17 | 1  |
| «Дніпро-2»          | Загалом за Дніпро-2          | Загалом за Дніпро-2          | 17 | 1  |
| «Дніпро»            | 2011-12                      | Чемпіонат (дубль)            | 23 | 1  |
| «Дніпро»            | 2012-13                      | Чемпіонат (дубль)            | 29 | 3  |
| «Дніпро»            | 2013-14                      | Чемпіонат (дубль)            | 9  | 0  |
| «Дніпро»            | Загалом за Дніпро            | Загалом за Дніпро            | 78 | 5  |
| «Нафтовик-Укрнафта» | 2013-14                      | Перша ліга                   | 10 | 1  |
| «Нафтовик-Укрнафта» | 2014-15                      | Перша ліга                   | 25 | 3  |
| «Нафтовик-Укрнафта» | 2015-16                      | Перша ліга                   | 26 | 3  |
| «Нафтовик-Укрнафта» | 2016-17                      | Перша ліга                   | 31 | 4  |
| «Нафтовик-Укрнафта» | Загалом за Нафтовик-Укрнафта | Загалом за Нафтовик-Укрнафта | 92 | 11 |
| «Верес»             | 2017-18                      | Прем'єр-ліга                 | 15 | 1  |
| «Верес»             | Загалом за Верес             | Загалом за Верес             | 15 | 1  |
| «Олімпік»           | 2017-18                      | Прем'єр-ліга                 | 12 | 1  |
| «Олімпік»           | 2018-19                      | Прем'єр-ліга                 | 19 | 4  |
| «Олімпік»           | 2019-20                      | Прем'єр-ліга                 | 9  | 0  |
| «Олімпік»           | Загалом за Олімпік           | Загалом за Олімпік           | 40 | 5  |
| Карпати             | 2019-20                      | Прем'єр-ліга                 | 4  | 0  |
| Карпати             | Загалом за Карпати           | Загалом за Карпати           | 4  | 0  |
| «Верес»             | 2020-21                      | Перша ліга                   | 26 | 7  |
| «Верес»             | 2021-22                      | Прем'єр-ліга                 | 17 | 3  |
| «Верес»             | 2022-23                      | Прем'єр-ліга                 | 24 | 1  |
| «Верес»             | Загалом за Верес             | Загалом за Верес             | 67 | 11 |

Статистика по турнірах:
УПЛ: 100 матчів - 10 голів;
1 Ліга: 118 матчів - 18 голів;
2 Ліга: 17 матчів - 1 гол;

## Особисте життя
Має брата-близнюка Євгена Пасіча, який, як і Геннадій, є професійним футболістом.